# Федотов, Николай Парфенович
Николай Парфёнович Федотов (14 декабря 1920, Варгаши, Челябинская губерния — 11 июля 1986, Курган) — поездной диспетчер Курганского отделения Южно-Уральской железной дороги. Герой Социалистического Труда (1971). Участник Великой Отечественной войны, старший сержант.

## Биография
Николай Парфенович Федотов родился 14 декабря 1920 года в рабочей семье в посёлке Варгаши Варгашинского сельсовета Сычевской волости Курганского уезда Челябинской губернии, ныне посёлок городского типа — административный центр Варгашинского муниципального округа Курганской области. С трех лет остался без родителей, воспитывался у старшей сестры.
В 1936 году окончил семилетку и поступил учеником на телеграф при станции Каясан Южно-Уральской железной дороги. В 1940 году окончил Курганскую техническую железнодорожную школу бригадного ученичества (ШБУ), получил специальность дежурного по станции и работал на станциях Травяны и Синарская.
В 1941 году был призван в Рабоче-крестьянскую Красную Армию. Участник Великой Отечественной войны. В боях осенью 1941 года помощник командира взвода автоматчиков 2-го стрелкового полка 17-й стрелковой дивизии сержант Федотов защищал Москву. В апреле 1942 года был ранен в ногу осколком гранаты под городом Юхнов, с ранением попал в один из Наро-Фоминских госпиталей. После излечения работал на станции Синарская.
16 марта 1943 года вступил добровольцем в формирующийся на Урале 30-й танковый корпус. В составе роты противотанковых ружей 197-й Свердловской танковой бригады участвовал в боях под Орлом и Брянском. В конце августа 1943 года на подходе к линии железной дороги Брянск — Льгов был снова ранен, на фронт больше не вернулся. За мужество в боях награждён медалями.
После демобилизации вернулся на родину. Стал работать дежурным по станции Варгаши, затем помощником начальника станции Шумиха. С 1949 года — диспетчер Макушинского участка Курганского отделения Южно-Уральской железной дороги.
С 1950 года работал поездным диспетчером станции Курган. В 1967 году заочно окончил Челябинский техникум железнодорожного транспорта. Годы работы Федотова на железной дороге были временем совершенствования форм и методов диспетчерского командования движением поездов, что позволило значительно поднять производительность локомотивов и грузооборот.
В 1966 году выступил с почином повысить участковую скорость поездов на один километр в час по сравнению с плановой. Предложению Федотова предшествовали глубокие раздумья, подсчеты, проба сил, советы с диспетчерами участка, машинистами, руководителями отделения.
На Макушинском участке, за который отвечал Федотов, движение очень насыщенно, и все же диспетчер находил резервы. Ему удавалось, чаще прибегая к радиосвязи, своевременно информировать машинистов, какие поезда находятся впереди и позади них, рекомендовать им, какую держать скорость в том или другом случае, чтобы использовать даже самый незначительный интервал между поездами. Результат был отличный — за пять часов пропускали два поезда сверх графика. За восемь месяцев 1966 года, после того как по предложению Федотова была повышена скорость движения, по участку прошли дополнительно несколько сотен поездов.
Бюро Курганского обкома КПСС рекомендовало распространить федотовский метод среди работников железнодорожного транспорта области. Прошло немного времени, и многие диспетчеры магистрали стали применять этот метод, обогащая его своим опытом. В конце шестидесятых годов по-новому работали уже все диспетчеры Курганского отделения. Это почин был подхвачен на всех железнодорожных магистралях страны.
За плодотворный вклад в работу железнодорожного транспорта Федотову пять раз присваивалось звание лучшего по профессии Южно-Уральской железной дороги и один раз по сети дорог СССР. В 1966 году он был награждён орденом Ленина.
Указом Президиума Верховного Совета СССР от 4 мая 1971 года за выдающиеся успехи в выполнении задании пятилетнего плана перевозок и повышении эффективности использования технических средств железнодорожного транспорта Федотову Николаю Парфеновичу присвоено звание Героя Социалистического Труда с вручением ордена Ленина и Золотой медали «Серп и Молот».
Принимал активное участие в общественной жизни, был членом ЦК профсоюза работников железнодорожного транспорта, депутатом <какого?> районного Совета депутатов трудящихся, членом Советского райкома КПСС, много раз выступал с докладами по обмену опытом работы, в местной и центральной печати публиковал статьи о своем методе диспетчерского командования.
Жил в городе Кургане.
Николай Парфенович Федотов скончался 11 июля 1986 года. Похоронен на Новом Рябковском кладбище города Кургана Курганской области, на центральной аллее кладбища.

## Награды
- Герой Социалистического Труда, 4 мая 1971 года
  - Орден Ленина № 398453
  - Медаль «Серп и Молот» № 11900
- Орден Ленина, 4 августа 1966 года
- Орден Отечественной войны II степени, 6 апреля 1985 года[3]
- Медаль «За боевые заслуги», дважды[4]: 8 июня 1967 года и ?
- Медаль «За трудовое отличие», 31 июля 1954 года
- Юбилейная медаль «За доблестный труд. В ознаменование 100-летия со дня рождения Владимира Ильича Ленина», 1970 год
- Медаль «За оборону Москвы»
- Медаль «За победу над Германией в Великой Отечественной войне 1941—1945 гг.», 1945 год
- Юбилейная медаль «Двадцать лет Победы в Великой Отечественной войне 1941—1945 гг.», 1965 год
- Юбилейная медаль «Тридцать лет Победы в Великой Отечественной войне 1941—1945 гг.», 1975 год
- Юбилейная медаль «Сорок лет Победы в Великой Отечественной войне 1941—1945 гг.», 6 апреля 1985 года
- Медаль «Ветеран труда»
- Юбилейная медаль «50 лет Вооружённых Сил СССР», 1968 год
- Юбилейная медаль «60 лет Вооружённых Сил СССР», 1978 год
- Медаль ВДНХ «За успехи в народном хозяйстве СССР» (степень?)
- Знак «Почётному железнодорожнику»
- Наградные часы

## Память
- Мемориальная доска на доме где жил герой-железнодорожник, г. Курган, ул. Красина, 94[5] — 55°26′28″ с. ш. 65°19′18″ в. д.HGЯO
- Барельеф на памятнике железнодорожникам — Героям Социалистического Труда у здания железнодорожного вокзала города Кургана — 55°26′27″ с. ш. 65°19′03″ в. д.HGЯO